# Preskarjeva bajta
Preskarjeva bajta je edini primerek ovalne velikoplaninske bajte, ki je preurejena v muzej. Bajta ima značilno ovalno skodlasto streho in je brez oken in dimnika. Razdeljena je na dva dela; v sredini je pastirjevo bivališče, okoli pa lopa za živino. Preskarjeva bajta je odprta za obiskovalce.